# Dolichoderus parvus
Dolichoderus parvus é uma espécie de formiga do gênero Dolichoderus.